# Alfa-laktalbumin
Alfa-laktalbumin eller α-laktalbumin är ett protein som förekommer i mjölk. I komjölk är det ett viktigt vassleprotein och i primater bidrar ämnet till att mjölksocker bildas i bröstkörtlarna i samband med amning.

## Alfa-laktalbumin som medel mot cancer
Alfa-laktalbumin har tilldragit sig intresse som medel mot cancer.
Vid Lunds universitetssjukhus drivs forskningsprojektet HAMLET (Human alpha-lactalbumin Made lethal to Tumor cells) under ledning av professor Catharina Svanborg. HAMLET betecknar en annan veckningsform av alfa-laktalbumin än den vanligen förekommande (som proteinet då får genom att binda en kalciumjon), som stabiliserats av fettsyran oleinsyra. Denna form av proteinet upptäcktes på 1990-talet vid försök där forskare i Lund under ledning av Svanborg letade efter naturliga antibiotika i modersmjölk. Vid försöken dog celler från cancertumörer. Till skillnad från behandling med strålning och cellgift dödas tumörcellerna selektivt, utan att omkringliggande frisk vävnad skadas. Den första artikeln om bröstmjölkens effekt på cancerceller publicerades i augusti 1995, och klinisk forskning inleddes i början av 2000-talet. De första försöken på människa utföll väl, vilket ledde till planer på att expandera dem till andra cancerformer.